# IceFrog
IceFrog (укр. Крижана жаба; справжнє ім'я — англ. Abdul Ismail) — ігровий дизайнер, відомий найдовшою підтримкою і розробкою модифікації Defense of the Ancients для Warcraft III. В даний момент він працює у Valve Corporation як головний геймдизайнер Dota 2 — повноцінної гри, заснованої на DotA. IceFrog узяв участь в роботі над DotA у 2005 році, ставши основним розробником гри замість Стіва «Guinsoo» Фіка. З початку розробки IceFrog додав велику кількість доповнень, включаючи нових героїв, зміни в ландшафті та ґеймплеї. Випуск нових версій супроводжувався списком змін, які публікувалися на офіційному сайті.

## Справжнє ім'я
IceFrog довгий час зберігав анонімність, не розкриваючи свого імені; в лютому 2009 року, відповідаючи на питання ґеймерів у своєму блозі, він назвав свій вік - 25 років. Непідтверджені чутки про те що справжнє його ім'я Abdul Ismail і він брав участь у розробці гри Heroes of Newerth ходили з 2010 року, у 2017-му його справжнє ім'я, Abdul Ismail, згадується у судових документах щодо власності бренду Доти у процесі між Valve і Blizzard Entertainment.